# 東照寺 (徳島市)
東照寺（とうしょうじ）は、徳島県徳島市福島にある真言宗大覚寺派の寺院である。山号は浄榮山。本尊は十一面観音。
新四国曼荼羅霊場79番札所。阿波秩父観音霊場28番札所。阿波六地蔵霊場3番札所。徳島二十四ヶ所地蔵霊場22番札所。徳島七福神霊場・福禄寿。

## 歴史
1625年（寛永2年）に創建。

## 文化財
重要文化財（国指定）
- 木造地蔵菩薩半跏像 - 檜の寄木造り、彩色、玉眼、84.2cm、1911年（明治44年）指定。
鎌倉時代後期から室町時代初期の作と推定されている。長寿祈願の延命地蔵として信仰されている。

## 前後の札所
新四国曼荼羅霊場
78 東宗院 ---- 79 東照寺 ---- 80 地蔵寺
阿波秩父観音霊場
27 松見庵 ---- 28 東照寺 ---- 29 萬福寺
阿波六地蔵霊場
02 地蔵院 ---- 03 東照寺 ---- 04 宝蔵寺

## 交通
- JR「徳島駅」より徒歩で約25分。
- 徳島自動車道「徳島インターチェンジ」より車で約10分。